# Войнув (Мазовецьке воєводство)
Войнув (пол. Wojnów) — село в Польщі, у гміні Морди Седлецького повіту Мазовецького воєводства. Населення — 216 осіб (2011).

## Історія
У 1975—1998 роках село належало до Седлецького воєводства.

## Демографія
Демографічна структура станом на 31 березня 2011 року:
|          | Загалом | Допрацездатний вік | Працездатний вік | Постпрацездатний вік |
| -------- | ------- | ------------------ | ---------------- | -------------------- |
| Чоловіки | 111     | 11                 | 80               | 20                   |
| Жінки    | 105     | 18                 | 63               | 24                   |
| Разом    | 216     | 29                 | 143              | 44                   |

## Особистості

### Народилися
- Зенон Стефанюк (1930—1985) — польський боксер.